# Millennium Top 1000
De Millennium Top 1000 was een driemaal opgestelde hitlijst die werd uitgezonden op Vlaamse radiozender Q-music in de maand november. Alle hits vanaf het jaar 2000 kunnen in de hitlijst voorkomen. De lijst werd voor het eerst uitgezonden in 2010, vervolgens ook in 2012 en 2013. In 2014 werd de hitlijst vervangen door de Top 500 van de Zeroes.

## Editie 2010
Dit is de top 10 van de editie van de Millennium Top 1000, gebaseerd op stemmen van luisteraars.
| Nr. | Uitvoerder          | Titel                | Jaar |
| --- | ------------------- | -------------------- | ---- |
| 1   | Black Eyed Peas     | I Gotta Feeling      | 2009 |
| 2   | Coldplay            | Viva La Vida         | 2008 |
| 3   | Kings of Leon       | Use Somebody         | 2008 |
| 4   | Lady Gaga           | Poker Face           | 2008 |
| 5   | Stromae             | Alors on danse       | 2010 |
| 6   | David Guetta & Akon | Sexy Bitch           | 2009 |
| 7   | U2                  | Beautiful Day        | 2000 |
| 8   | Rihanna             | Don't Stop the Music | 2007 |
| 9   | Snow Patrol         | Chasing Cars         | 2006 |
| 10  | Milow               | Ayo Technology       | 2008 |

## Editie 2012
Dit is de top 10 van de editie van de Millennium Top 1000, gebaseerd op stemmen van luisteraars.
| Nr. | 2010 | Uitvoerder      | Titel                        | Jaar |
| --- | ---- | --------------- | ---------------------------- | ---- |
| 1   |      | Adele           | Rolling in the Deep          | 2011 |
| 2   | 1    | Black Eyed Peas | I Gotta Feeling              | 2009 |
| 3   |      | Gotye & Kimbra  | Somebody That I Used To Know | 2011 |
| 4   | 2    | Coldplay        | Viva La Vida                 | 2008 |
| 5   |      | Sam Sparro      | Happiness                    | 2012 |
| 6   | 17   | Kings of Leon   | Sex on Fire                  | 2008 |
| 7   | 4    | Lady Gaga       | Poker Face                   | 2008 |
| 8   | 9    | Snow Patrol     | Chasing Cars                 | 2006 |
| 9   |      | Lykke Li        | I Follow Rivers              | 2012 |
| 10  | 8    | Rihanna         | Don't Stop the Music         | 2007 |

## Editie 2013
Dit is de top 10 van de editie van de Millennium Top 1000, gebaseerd op stemmen van luisteraars. De lijst werd uitgezonden van 2 november tot en met 8 november.
| Nr. | 2012 | 2010 | Uitvoerder                             | Titel                        | Jaar |
| --- | ---- | ---- | -------------------------------------- | ---------------------------- | ---- |
| 1   | 1    |      | Adele                                  | Rolling in the Deep          | 2011 |
| 2   | 4    | 2    | Coldplay                               | Viva La Vida                 | 2008 |
| 3   | 2    | 1    | Black Eyed Peas                        | I Gotta Feeling              | 2009 |
| 4   | 3    |      | Gotye                                  | Somebody That I Used To Know | 2011 |
| 5   |      |      | Daft Punk & Pharrell Williams          | Get Lucky                    | 2013 |
| 6   | 6    | 17   | Kings of Leon                          | Sex on Fire                  | 2008 |
| 7   |      |      | Stromae                                | Formidable                   | 2013 |
| 8   | 16   |      | Adele                                  | Someone Like You             | 2011 |
| 9   |      |      | Robin Thicke, T.I. & Pharrell Williams | Blurred Lines                | 2013 |
| 10  | 7    | 4    | Lady Gaga                              | Poker Face                   | 2008 |